# ناکام
ناکام یا Nokmim عنوان سازمانی مسلح از سربازان یهودی بود که پس از جنگ جهانی دوم عوامل کشتار یهودیان در هلوکاست را شکار و ترور می‌کردند. ادعا شده‌است که حییم وایزمن نخست وزیر وقت اسراییل این عملیات را تأیید کرده بوده‌است. ادعا شده که این سازمان طرحی برای قتل ۶ میلیون نفر از جمعیت آلمان در ازای کشتار یهودیان در هلوکاست در نظر داشته‌است تا با مسمومیت منجر به قتل این افراد شود.